# Даг Флек
Даг Флек (англ. Doug Flach; нар. 10 серпня 1970) — колишній американський тенісист.
Найвищу одиночну позицію світового рейтингу — 108 місце досяг 21 березня, 1994, парну — 73 місце — 6 червня, 1994 року.
Здобув 2 парні титули.
Найвищим досягненням на турнірах Великого шолома було 3 коло в одиночному розряді.
Завершив кар'єру 2001 року.

## Фінали за кар'єру

### Парний розряд: (2–4)
| Результат | W/L | Дата     | Турнір               | Покриття  | Партнер       | Суперники                                 | Рахунок            |
| --------- | --- | -------- | -------------------- | --------- | ------------- | ----------------------------------------- | ------------------ |
| Поразка   | 0–1 | Сер 1991 | Connecticut Open     | Тверде    | Дієго Наргісо | Ерік Єлен Карл-Уве Стіб                   | 6–0, 4–6, 6–7      |
| Поразка   | 0–2 | Тра 1993 | Корал-Спрінгс, США   | Ґрунт     | Пол Еннекон   | Патрік Макінрой Джонатан Старк (тенісист) | 4–6, 3–6           |
| Перемога  | 1–2 | Жов 1993 | Пекін, КНР           | Килим (i) | Пол Еннекон   | Якко Елтінг Паул Гаргейс                  | 7–6, 6–3           |
| Поразка   | 1–3 | Лип 1996 | Washington Open, США | Тверде    | Кріс Вудруфф  | Грант Коннелл Скотт Девіс                 | 6–7, 6–3, 3–6      |
| Перемога  | 2–3 | Лип 1998 | Ньюпорт, США         | Трава     | Сендон Столл  | Скотт Дрейпер Джейсон Столтенберг         | 6–2, 4–6, 7–6      |
| Поразка   | 2–4 | Тра 1999 | Делрей-Біч, США      | Ґрунт     | Браян Макфі   | Максим Мирний Ненад Зімоньїч              | 6–7(3–7), 6–3, 3–6 |